# Virginia Pearson
Virginia Pearson (7 maart 1886 - 6 juni 1958) was een Amerikaanse actrice ten tijde van de stomme film.

## Levensloop en carrière
Pearson werd geboren in Anchorage (Kentucky) in 1886. In 1910 begon ze haar filmcarrière in de film On the Doorsteps. In 1914 verscheen ze in The Stain van de Belgische regisseur Edward José naast Theda Bara. In 1925 acteerde ze in The Phantom of the Opera.
Pearson was gehuwd met acteur Sheldon Lewis. Hoewel officieel van hem gescheiden in 1928 leefden ze nog samen tot het einde van hun leven in het Motion Picture & Television Country House and Hospital. 
Haar laatste film speelde ze in 1932. Ze overleed in 1958 op 72-jarige leeftijd.
- Gemeinsame Normdatei: 1209309068
- International Standard Name Identifier: 0000 0000 4219 5943
- Library of Congress Control Number: no2001096565
- SNAC: w61q1r36
- Virtual International Authority File: 73512352
- WorldCat: E39PBJwD66wBCdrf8HjqGbxkXd